# Пішохідна зона

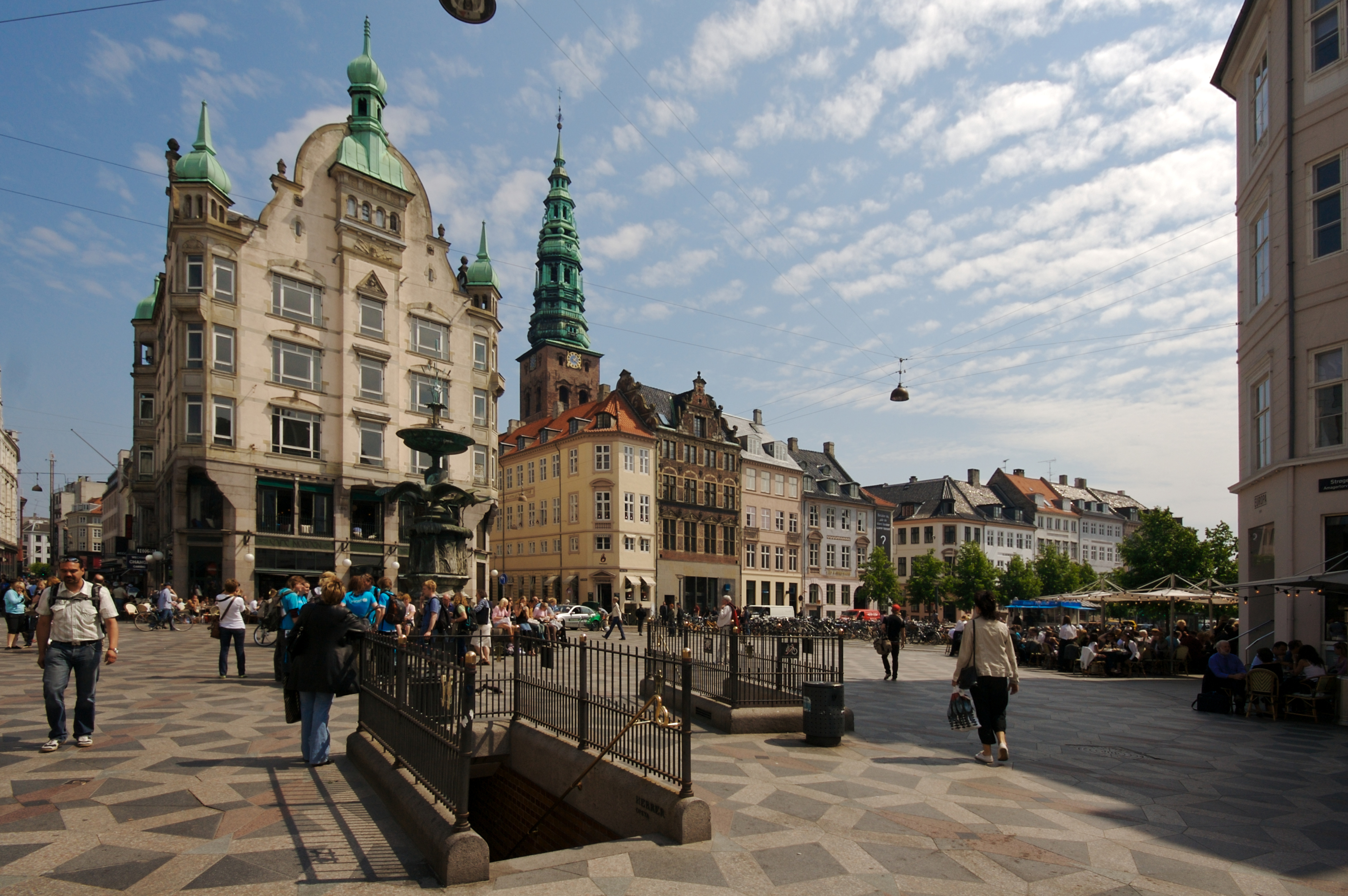
Strøget, пішохідна зона в Копенгагені

Пішохі́дна зо́на (англ. auto-free, car-free zones) — район міста або поселення, призначений виключно для пішоходів, де рух усіх або деяких видів транспортних засобів заборонений. Вони встановлюються громадами, що прагнуть мати райони тільки для пішоходів. Процес перетворення вулиць або районів у винятково пішохідні називається пішохідизація.
Пішохідні (безавтівкові) зони вирізняються величезним різноманіттям ставлень і правил стосовно транспортних засобів із використанням енергії, згенерованої людськими зусиллями, як от: велосипеди, роликові ковзани, скейтборди, самокати тощо. У деяких зонах заборонені будь-які транспортні засоби, що мають колеса, у деяких — заборонені лише окремі види, в інших — узагалі відсутні будь-які правила. На Близькому Сході є приклади використання ослів, як вантажного транспорту в безавтівкових зонах.
Поширення і ефективність безавтівкових зон у деяких містах часто є свідченням лише того, що автомобілі є рідкістю в містах із низьким рівнем доходів і економічно нерозвинених країнах загалом.

## Європа

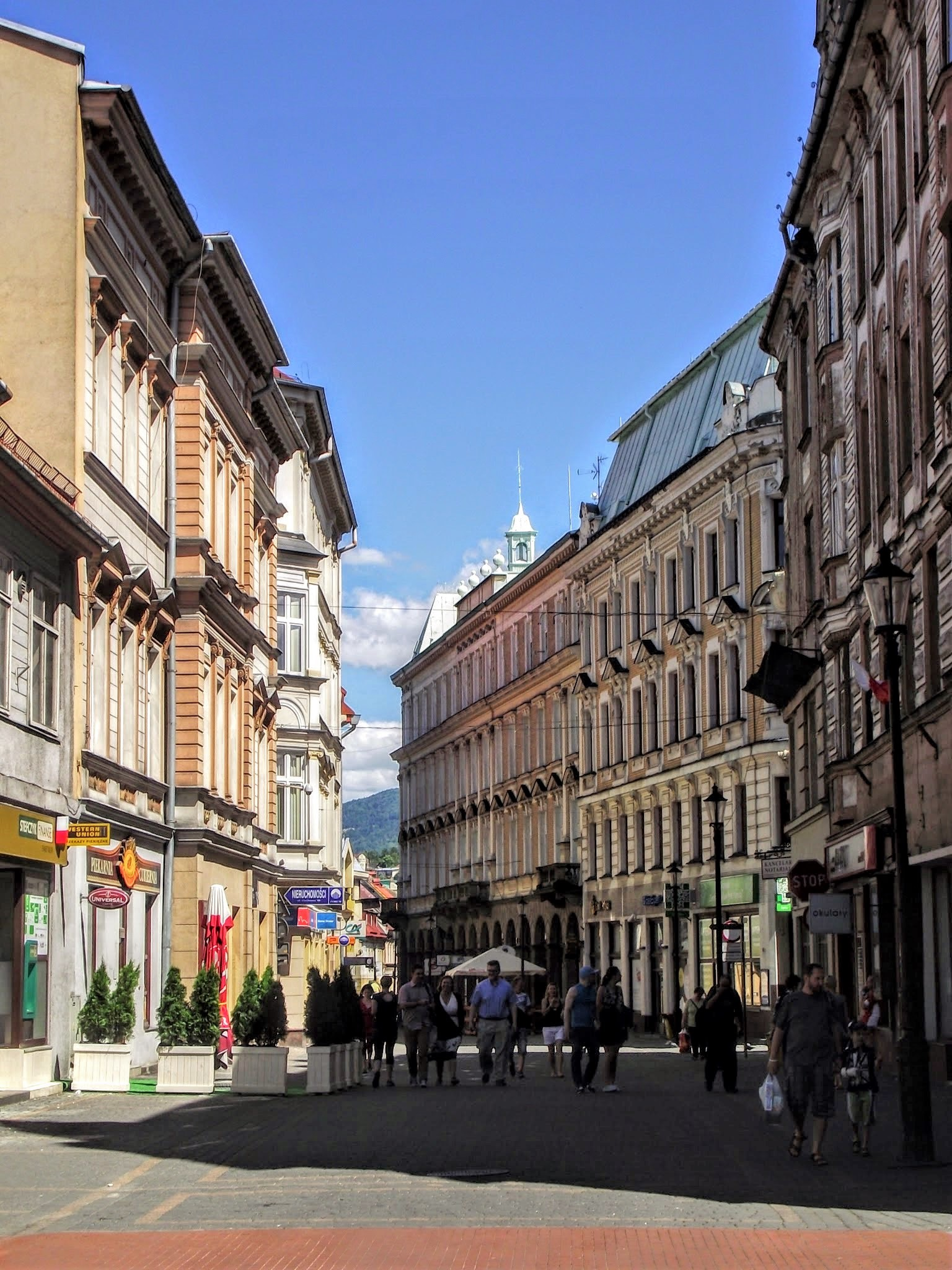
Променад у Бєльсько-Бяла, Польща

Термін 'пішохідизована зона' використовують більшість європейських країн: Велика Британія — «pedestrianised zone», Франція — «zone piétonne», Німеччина — «Fußgängerzone», Іспанія — «zona peatonal».
Вулиця Ліїнбан, відкрита у 1953 р. у Роттердамі стала першою спеціально побудованою пішохідною вулицею Європи. У 1959 відкрили перший пішохідизований торговий центр у Стівеніджі, Велика Британія.
Починаючи з 1960-х років багато європейських міст зробили частини своїх центрів пішохідними зонами. Вони часто супроводжуються автостоянками або паркінгами на краю пішохідної зони. Центральний Копенгаген є однією з найбільших і найстаріших безавтівкових зон: перехід відбувся 17 листопада 1962 року  як експеримент. Ядром стала торгова вулиця Строгет, яка є серією взаємопов'язаних вуличок, які створюють дуже великий пішохідний район, настільки великий, що місцями він навіть перетинається із вулицями з автомобільним рухом. Вантажівкам для обслуговування підприємств, розташованих там дозволений в'їзд лише протягом раннього ранку, а прибиральні машини проходять через ці вулиці вже після того, як більшість магазинів закриті на ніч.

## Розвиток пішохідизації в Європі

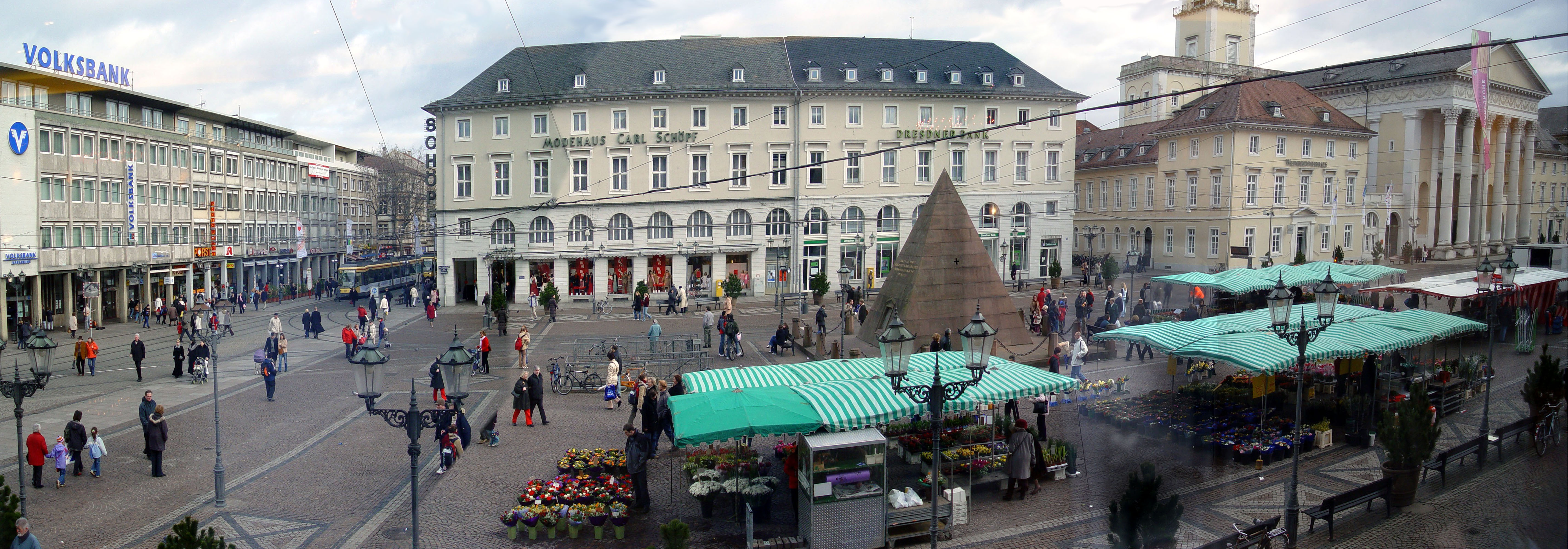
Ринкова площа у Карлсруе, Німеччина, по якій проходить трамвайна лінія

### Визначення і типи
Термін «безавтівковий розвиток» (пішохідизація) передбачає фізичні зміни — нову забудову або істотні зміни в існуючу.

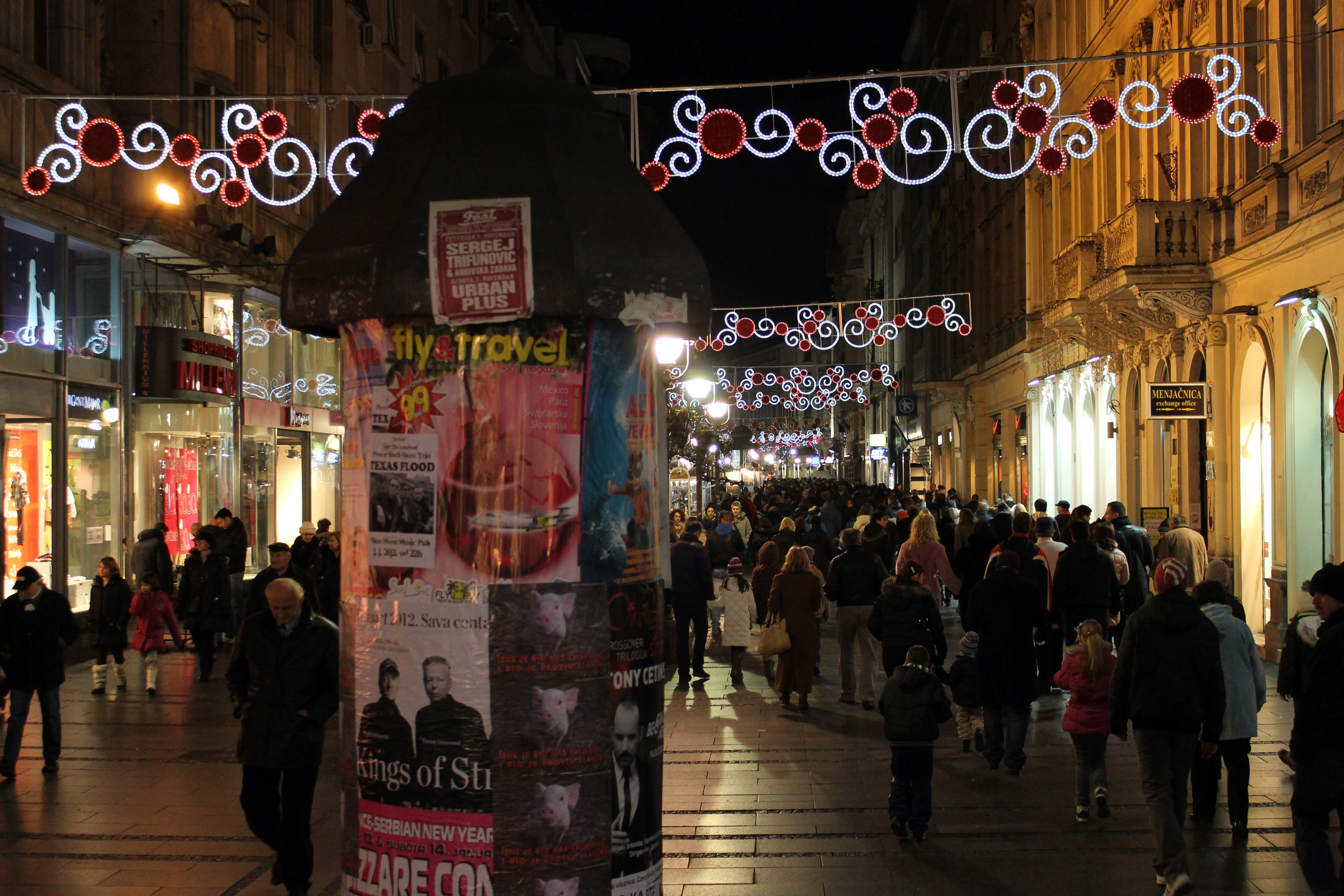
Пішохідна зона на вулиці князя Михайла уночі з новорічними декораціями. Белград, Сербія

Меліа (2010) визначає такі типи безавтівкового розвитку:
1. Резидентський або змішаний:
  - Відсутність паркінгів або стоянки близько до місця проживання
  - Інфраструктура громадського транспорту, архітектурна логістика і планування дозволяє повноцінно і комфортно жити без власного авта
2. Юридичний(правовий), заснований переважно на досвіді роботи в Північно-Західній Європі, де почався carfree рух, який можна поділити на 3 моделі:
  - Ваубан модель
  - Модель обмеженого доступу (англ. limited Access)
  - Пішохідизовані центри для резидентів

### Ваубан
Ваубан — найбільша зона безавтівкового розвитку в Європі. Кількість населення — 5000. Автомобілі тут дозволено зупиняти лише за житловими вулицями, тільки щоб принести додому продукти чи пакунки. Проте паркуватися там не можна, а лише у спеціально облаштованих у периферійних районах паркінгах, місця на яких надзвичайно дорогі (у 2006 одне місце коштувало 17 500 € плюс щомісячна абонплата). А з метою профілактики ухилянь від замовлення паркомісць, кожен власник будинку мусить заповнювати декларацію, де вказує, володіє він автомобілем чи ні.

### Обмежений тип доступу
Є найбільш поширеним типом безавтівкового розвитку. Передбачає використання фізичних бар'єрів, які запобігають проникненню автомобілів у пішохідні зони. У деяких районах, як наприклад, біля Стелверк 60 (Кельн) використовуються знімні бар'єри, які контролюються організаціями резидентів. Також є випадки коли автомобільний доступ можливий тільки ззовні (Ватервік, Амстердам).

### Переваги і проблеми розвитку пішохідизації

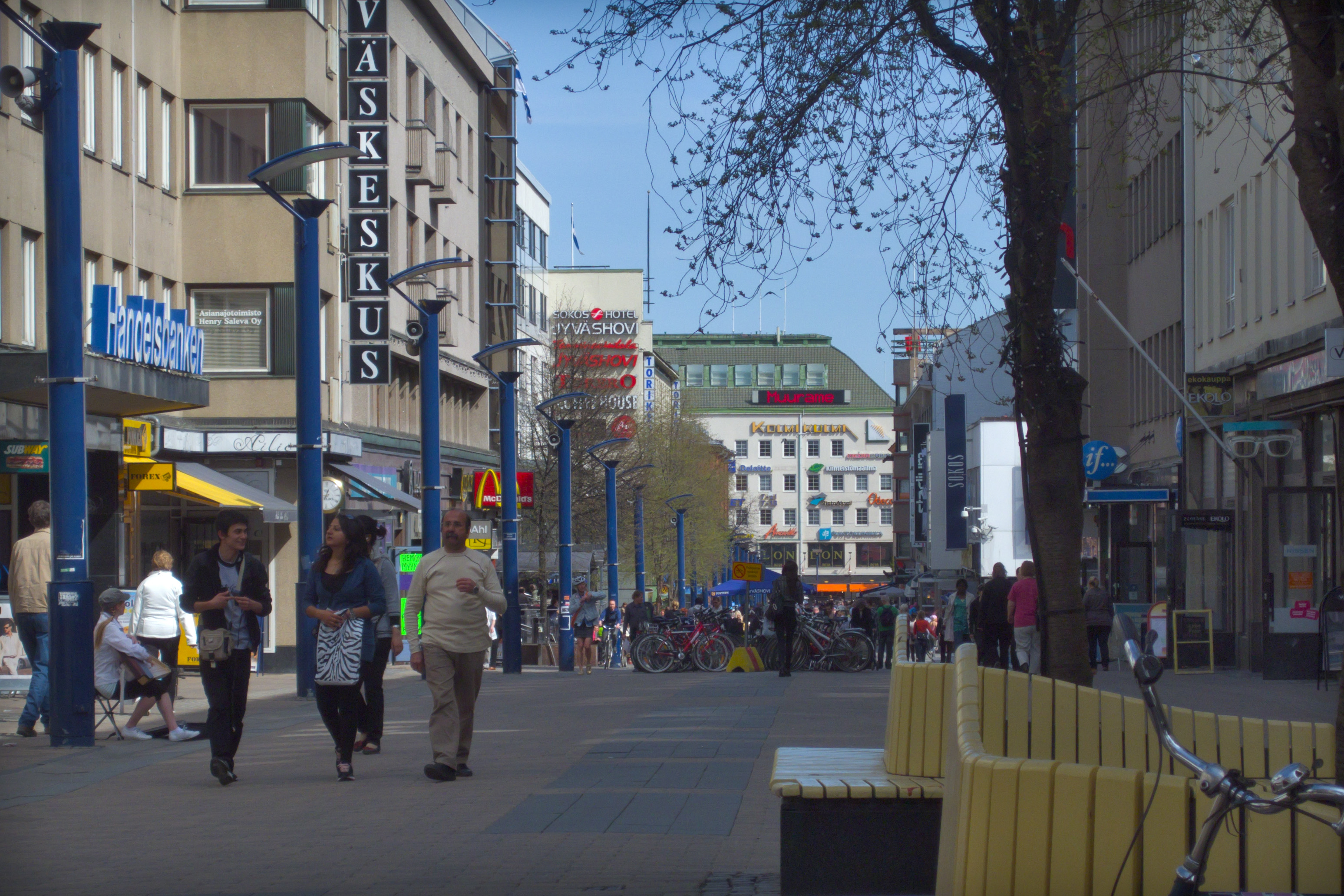
Пішохідний центр міста Ювяскюля, Фінляндії

Європейські активісти провели декілька досліджень. Найбільш широкомасштабним виявилось дослідження Яна Шеурера у 2000 р. Інші, пізніші дослідження охоплювали тільки одну пішохідну зону, наприклад зону Vienna's Florisdorf.
Характеристика пішохідних зон:
- дуже низький рівень використання автомобілів, у результаті чого зменшилась кількість руху по тротуарах;
- збільшення кількості велосипедистів та пішоходів;
- активні ігри та перебування більшості дітей в таких зонах;
- менше місця для паркування транспортних засобів, водночас більше місця для озеленення територій та створення зон для соціальних потреб населення.

Основні переваги:
- низька кількість викидів в атмосферу;
- низький відсоток ДТП на подібних територіях;
- краще побудовані умови навколишнього середовища;
- перешкода приватним автомобілям та інших моторним транспортним засобам;
- заохочення людей до активного способу життя.

Основні проблеми пов'язані з керуванням порядку паркування. На сусідніх вулицях чи районах міста, де паркування дозволяється, зазвичай, збирається велике скупчення транспортних засобів та дорожніх заторів.

## Україна
див.також Пішохідні вулиці міст України
В Україні перші пішохідні зони створювалися водночас зі зведенням перших індустріальних житлових районів у 1960-ті роки. Так, у центрі району пятиповерхівок «Новые дома» в Харкові (керівник авторського колективу архітектор Моторін) було сплановано бульвар Юр'єва з торговельними закладами та кінотеатром.
Але пішохідні вулиці в сучасному їх розумінні, були створені вже в 80-х роках в містах Києві, Берегові, Мукачеві, Ужгороді, Виноградові, Львові, а згодом в Одесі. Розпочалося формування пішохідних зон в Івано-Франківську, Луцьку та Тернополі.

### Івано-Франківськ
Станом на 2013 рік більшості обласних центрів є як мінімум одна центральна пішохідна вулиця, а подекуди і цілий міні-район, мережа із центральних провулків, площ, сквериків, парків та вузеньких вуличок. Яскравим прикладом є зона між вул. Січових Стрільців і вул. Дністровською в Івано-Франківську, де практично відсутній автомобільний рух. Там розміщені офіси, ратуша, дві церкви, декілька площ, міські фонтани, парк, обласна Філармонія, Бібліотека для юнацтва, кінотеатр, повністю пішохідна 'Стометрівка' (частина вул. Незалежності) із численними бутіками, книгарнями, кав'ярнями, ресторанами, сувенірними крамничками. Ця зона є надзвичайно привабливою для відпочинку молоді, молодих мам із дітьми через концентрацію усієї необхідної розважальної та торгової інфраструктури. Це призвело до величезної кількості пішоходів, які гуляючи цими центральними вулицями переходять дорогу майже безперервно, що дуже ускладнює і сповільнює рух автомобілів. Тому водії воліють об'їжджати центральний історичний район міста, щоб зекономити час.
Тому цілком логічно і еволюційним є те, що у 2012 році за рішенням міської ради площа Ринок в Івано-Франківську стала пішохідною зоною. Автомобілістам заборонили вільний проїзд центральними прилеглими вулицями. Вартість перепустки в центр міста — 50 грн. на день.
| Аргументують таку ініціативу потребою збереження старовинної архітектури, а також комфортом туристів. Пропускатимуть за спеціальні металеві стовпчики лише екстрені служби (наприклад, «швидку» та пожежників), місцевих мешканців, які мають при собі паспорт із зазначенням прописки, а також інвалідів та ветеранів. Знижки надано лише підприємцям, чиї крамниці, кав'ярні та офіси розташовані біля Ратуші. Для них місячний абонемент - 250 гривень. Утім, з часом вартість буде зростати. |

### Чернівці
Аналогічні міні-зони є в Чернівцях — вул. О.Кобилянської.

### Луцьк
Вулиця Лесі Українки — центральна пішохідна вулиця в Луцьку, довжина — 730 м.

### Тернопіль
У Тернополі дві пішохідні вулиці, які перетинають одна одну Т-подібним перехрестям:
- вулиця Валова — вузька й романтична, виходить на центральну в Тернополі вулицю Руську через красиву арку в будинку № 19;
- Вулиця Гетьмана Сагайдачного ширша, в бік Майдану Волі перетворюється на зелену алею. Вона закінчується Собором Непорочного Зачаття Пресвятої Богородиці — унікальним костелом, що збудований у стилі бароко.

### Хмельницький
Центральна пішохідна — вул. Проскурівська

### Суми
У Сумах дві пішохідні вулиці — Воскресенська та Соборна, які простягаються паралельно та поєднаються провулками. Візитною карткою вул. Соборної є Спасо-Преображенський собор.

### Вінниця
Частина вулиці Козицького

### Ужгород
Центральна пішохідна — вул. Корзо. Адміністрація міста також планує перетворити площу Петефі на другу пішохідну зону.

### Мукачево
Вулиця Пушкінська від міської ратуші до вулиці Федорова. Будинки вздовж вулиці мають красивий старовинний стиль. Мукачівська ратуша має дуже оригінальний облік, побудована в змішаному стилі з елементами модерну та неоготики

### Львів
Рішенням виконавчого комітету від 03.02.2012 року стоянка на території пішохідної зони центральної частини м. Львова заборонена.
22 жовтня 2012 у Львові презентували концепцію впорядкування вуличного паркування в центральній частині міста з одночасним створенням вільних від транспорту пішохідних зон. Концепцію розроблено з метою повністю вивести з історичного ядра Львова вуличне паркування. Концепція поділена на три стадії з конкретними термінами виконання.
Перша стадія передбачає створення платних паркувальних зон з контролем на в'їзді і виїзді (за допомогою паркоматів) з блокуванням в'їзду в пішохідну зону, друга стадія (2014—2016 рр.) — облаштування паркоматами відкритих паркувальних зон (за принципом — дорожче паркування з наближенням до центру), третя стадія (2017—2022 рр.) — будівництво підземних та багатоповерхових паркінгів і поступова ліквідація вуличних паркувальних зон.
- Перша стадія — пілотний проект закритих платних паркувальних зон з облаштуванням пішохідних зон у центрі міста. Термін виконання — кінець 2013 року. Передбачає три етапи, які супроводжуються широкою інформаційною кампанією в засобах масової інформації.
  - На першому етапі створюються платні паркувальні зони з контрольованими в'їзними і виїзними терміналами на межі або поблизу історичного ядра міста з блокуванням доступу транспорту в пішохідну зону. На цьому ж етапі встановлюються автоматичні болларди для запровадження регламентованого руху транспорту в пішохідній зоні (транспорту спеціального призначення та іншого транспорту в нічний час).
  - Другий етап передбачає зміну організації дорожнього руху в центральній частині міста і розширення платних закритих паркувальних зон. На другому етапі обмежується паркування поза цими зонами в межах кільця, окресленого пл. Торгова, вулицями Городоцька, Менцинського, Листопадового чину, Університетська, Січових Стрільців, Словацького, Стефаника, Дудаєва, Григоровича, Мартовича, Грушевського, Скельна, Костомарова, Шота Руставелі, Франка, Винниченка, Кривоноса, Гонти, пл. Осмомисла. На другому етапі здійснюється також поширення пішохідних зон на ділянку вулиці Сербська від площі Соборної до вул. Валової, а також на вулицю Ліста. Для запобігання паркуванню в недозволених місцях застосовуються такі технічні засоби, як стовпці, вази, велостійки, огородження, а на вулицях з пасажирськими маршрутами — виділені смуги для громадського транспорту, захищені високими бордюрами чи іншими профільними формами. Організовується робота евакуаторів у співпраці з Державною автоінспекцією.
  - На третьому етапі облаштовується закрита платна паркувальна зона в північній частині міського центра в районі площі Теодора. Одночасно створюються дві пішохідні зони: 1) в околицях площ Старий ринок, Вічева та Звенигородська; 2) на схилах Високого замку на ділянці вулиць Смерекова та Пільникарська.
- Друга стадія — облаштування паркоматами відкритих паркувальних зон з транзитним рухом автотранспорту в наближених до центра дільницях. Термін виконання — 2014—2016 роки. На цій стадії важливо встановити ретельний контроль за дотриманням правил паркування в місті. Домінує принцип: чим ближче до центра міста, тим дорожчим стає автомобіль. Нерегламентований заїзд механічного транспортного засобу в пішохідну зону, на тротуар або велосипедну доріжку стає екстраординарною подією і суворо карається штрафами. Друга стадія створить сприятливий ґрунт для довготермінових інвестицій в будівництво підземних і наземних багатоповерхових паркінгів.
- Третя стадія — будівництво підземних і багатоповерхових паркінгів і поступова сумірна ліквідація вуличних паркувальних зон. Термін виконання — 2017—2022 роки. Успішне виконання попередніх стадій і контроль над паркуванням у центральній частині міста створять умови для надходження інвестицій в розвиток мережі підземних і багатоповерхових позавуличних паркінгів. На цьому етапі кожне введення нового паркомісця поза межами вулиці повинно супроводжуватися ліквідацією вуличного паркомісця. Очікується покращення вуличної інфраструктури, розширення пішохідної зони й інтенсивний розвиток веломережі.[6]

### Київ
Центральний проспект столиці України, Хрещатик, перекривають на вихідні і він перетворюється на повністю пішохідну зону із численними вуличними музикантами, брейкдансерами, клоунами, продавцями дитячих іграшок і всіляких цікавинок. У ці ж дні тут проводять різноманітні акції, промо, конкурси, флешмоби тощо. Також пішохідним є Андріївський узвіз.

### Одеса
Пішохідні вулиці: Дерибасівська, У 1980-х в концепції Центральної навчально-експериментальної студії Спілки художників СРСР (створення пішохідної вулиці Дерибасівська, керівник Є.Розенблюм) предметом особливої уваги та охорони стала саме містобудівна тканина історичного центру міста — з її периметральною забудовою кварталів, суцільним рядом фасадів та маленькими внутрішніми двориками. А, ідейно-змістовним стрижнем повинен стати своєрідний сценарій «архітектурного спектаклю» на тему історії міської культури Одеси, глядачами якого будуть пішоходи, а діючими особами пам'ятники історії та культури.

### Полтава
В Полтаві пішохідною є частина вулиці Соборності.

### Дніпро
Катеринославський бульвар — є унікальною пішохідною вулицею в сучасному стилі. Влітку, як тільки температура повітря піднімається вище 30 градусів, включаються вуличні охолоджувачі, які паром охолоджують повітря до комфортної температури.

### Житомир
вулиця Михайлівська

### Херсон
вул. Суворова

### Миколаїв
вул. Соборна

### Сімферополь
В Сімферополі дві пішохідні вулиці, які утворюють між собою перехрестя: Пушкіна та частина вулиці К.Маркса.

### Керч
Вул. Леніна завдовжки близько 700 метрів. Закінчується центральним майданом та набережною. Перша черга побудована пішохідною в середині 2000-х, друга — в 2012 році. Ці дві різні за часом створення частини відрізняються оформленням: друга черга має дуже красиву кольорову тротуарну плитку.

### Запоріжжя
Частина проспекту Сталеварів
Знам’янка
Проспект Шільний

### Бердянськ
Частина проспекту Леніна, закінчується набережною.

### Кропивницький
Частина вул. Дворцової

## Північна Америка
У Північній Америці пішохідні зони ще досі залишаються у зародковому стані. Дуже мало міст мають пішохідні зоні, але в деяких є спеціально відділені пішохідні вулиці. У деяких містах розміщені спеціальні променади, де дозволяється рух громадського транспорту, велосипедів та пішоходів. Багато пішохідних вулиць вкриті спеціальною плиткою та бруківкою, яка заважає комфортному руху будь-якого колісного транспорту, в тому числі інвалідних візків.

### США
У США пішохідні зони називаються «pedestrian malls» або «pedestrian streets», що українською можна перекласти як променада. Пішохідні зони досить рідкісні у США, хоча деякі міста створили окремі пішохідні вулиці.
На острові Макіно, що на озері Гурон, штат Мічиган, в 1896 р. було повністю заборонено рух автомобільного транспорту. Така заборона діє досі, за винятком швидкої допомоги. Пересування по острову відбувається пішки, велосипедом, каретами. 13-кілометрова кільцева дорога М-185, яка оточує острів, наразі є єдиною вільною від автомобільного транспорту автомагістраллю (highway) в США.
Прикладом пішохідних зон є торговельна частина центру міста Бостона, де заборонений рух автомобільного транспорту протягом дня. Найбільш людні вулиці Сан-Франциско і Кембриджа (США) перекриті на в'їзд автотранспорту кожної неділі влітку, що дозволяє велосипедистам, скейтбордистам та іншим пішоходам сповна використовувати дорогу. У 2009 р. перетин Бродвею і Таймс-Сквер у Нью-Йорку став цілком пішохідним.

## Південна Америка

### Аргентина
Аргентинські найбільші міста: Кордова, Мендоса і Росаріо мають жваві пішохідизовані центральні вулиці (ісп. peatonales) які зливаються із міськими площами і парками і завжди переповнені людьми, що прогулюються в будь-який час дня і ночі. Більшість (якщо не всі) аргентинські міста є 'human-scale' і дружні до пішоходів, хоча трафік в деяких районах залишається сильно ускладненим.
У Буенос-Айресі деякі ділянки Calle Florida були пішохідизовані починаючи з 1913, що робить це місто одною із найстаріших пішохідних зон у світі.

### Бразилія
Одною з перших пішохідних вулиць Бразилії є Вулиця 15-го Листопада в Куритибі.
Острів Пакуета в Ріо-де-Жанейро є повністю вільним від автомобілів. На острові дозволені лише машини поліції та швидкої допомоги. В самому Ріо-де-Жанейро, дороги які безпосередньо прилягають до узбережжя стають пішохідними в неділю та на свята. Даунтаун міста, майже вся вулиця Аувідор були пішохідним простором ще з середини XIX ст., коли був заборонений в'їзд ще каретам і екіпажам. Також Район Саара, в даунтауні, включає в себе дюжину колоніальних вулиць, переповнених вдень покупцями із лімітованим проїздом для машин, Ейхо Родовіваріо, одна з основних транспортних артерій, шириною 30 м та довжиною 13 км, що з'єднує центр міста Плано Пілото з північчю і півднем у вихідні стає пішохідною.

### Чилі
У Чилі є багато пішохідних вулиць. Прикладами можуть служити Пасео Ахумада в Сантьяго та Кале Валпараїсо у Він'я-дель-Мар.

### Колумбія
Протягом 1998—2001 мер Боготи, Енріке Пеньялоса створив декілька пішохідних вулиць, площ і веломаршрутів, інтегрованих у систему швидкісного громадського автобусного сполучення. В історичному центрі Картахени для машин закривають окремі вулиці у певні години.

## Африка
У Північній Африці знаходяться деякі з найбільших пішохідних зон світу. Фес-ал-Балі, медіна (старий арабський, неєвропейський квартал Північної Африки) Фесу, Марокко із населенням 156,000 можливо є найбільшою пішохідною зоною світу. Також обширні площі мають вільні від автомобілів медіни Каїру, Касабланки, Мекнесу, Ес-Сувейру та Танжеру.

## Проблеми, породжені пішохідними зонами
Окрім атмосфери запустіння в робочі години, пішохідизація призводить до зменшення людинопотоку (трафіку), що позначається на кількості клієнтів і негативно впливає на місцевий малий бізнес. Наприклад в містечку Понтіпріді, Уельс у місцевих крамничках виторг упав на 30 % внаслідок введення заборони на автомобільний транспорт у центрі. Людям просто не зручно далеко носити важкі сумки із продуктами, тому вони стали здійснювати покупки у великих торгових центрах, які обладнані зручними під'їздами. Те саме і з пабами і кав'ярнями. Центр перетворився на своєрідну пустелю, котру мешканці з автомобілями оминають.
Це не поодинокий випадок, коли мешканці міста самі зверталися із проханнями поновити рух транспорту, напр. на Трафальгарській площі в Лондоні, оскільки шум туристів та масових заходів викликав незручності для відвідувачів Національної Галереї. Директор галереї звинуватив пішохідизацію у 'знищенні громадського простору':

| У минулому році було 146 масових заходів, в тому числі 35 демонстрацій, 19 рекламних заходів, таких як зйомка реклами T-Mobile, спів хором та ще 60, у тому числі святкування Китайського Нового Року, за підтримки мерії. «Це грандіозна міській площа, але такі події псують атмосферу і суперечать її природі.»[9] |